# Università Nazionale di La Matanza
L'Università Nazionale di La Matanza (in spagnolo: Universidad Nacional de La Matanza), acronimo UNLaM, è un'università pubblica argentina situata a San Justo, capoluogo del partido di La Matanza, nella provincia di Buenos Aires.

## Storia
L'università fu fondata il 23 settembre 1989 per sopperire alla mancanza di un ateneo superiore in una delle aree più popolate dell'area metropolitana bonaerense.

## Facoltà
L'università è suddivisa nelle seguenti facoltà:
- Ingegneria
- Lettere e Filosofia e Scienze Sociali
- Economia
- Giurisprudenza
- Medicina